# 末扎库
末扎库（叙利亚语：Mār Zaku），又名阿库亚斯（拉丁语：Akouas或Acuas），摩尼教创建者摩尼的弟子之一，早期教会的传道者，生年不详，卒于公元300年。

## 身份
末扎库受摩尼派遣，到萨珊帝国西部传播摩尼教信仰。据萨拉米斯的爱比法记载，末扎库是罗马帝国的一名退伍军人。有学者认为，末扎库可能是一名罗马战俘，在他被强制停留在萨珊帝国期间发现并皈依了摩尼教。

## 影响
据爱比法记载，末扎库是第一个把摩尼教带到他的家乡（巴勒斯坦的Eleutheropolis）的人。因为末扎库的影响，那里的摩尼教徒们被称为“Akouanitans”或“Acuanites”。大马士革的圣约翰在更晚的记述中将摩尼教徒称之为“Aconites”。
爱比法将末扎库的传道时间确定在奥勒良的统治时期（约273-274年）。在摩尼的第二代弟子中，末扎库被派去罗马帝国的东部省份以巩固末阿达和帕提格的传教工作。末扎库也曾到东方传教，得到信徒的极大尊敬。东方摩尼教徒用使徒、佛陀和神灵比喻并赞美他，把他称之为伟大的“商队的首领”。末扎库死后，信徒对他表示出了极大的哀悼和敬意。“性命海干涸了！河流都被阻断，它们不再流动。……伟大的泉源，它的源头被阻塞了！”